# Miguel Gerlero
Miguel Gerlero (Río Tercero, 9 gennaio 1988) è un cestista argentino.

## Carriera
Con l'Argentina ha disputato i Giochi panamenricani di Guadalajara 2011.